# Никополска духовна околия
Никополската духовна околия е околия и архиерейско наместничество с център град Никопол, част от Великотърновската епархия на Българската православна църква.

## Храмове
- с. Асеново – енория – свещ. Сава /Венцислав/ Петков Генов – GSM 0878489215; GSM 0893477132.
- с. Бацова махала – енория – свещ. Валентин Атанасов Илиев – GSM 0899319873.
- с. Брест – „Св. Параскева“ – свещ. Асен Йосифов Първанов – тел. 06563/ 28 08; GSM 0877767369.
- с. Бръшляница – „Св. Параскева“ – свещ. Сава /Венцислав/ Петков Генов – GSM 0878489215; GSM 0893477132.
- с. Бяла вода – „Св. Димитър“ – свещ. Асен Йосифов Първанов – дом. тел. 06563/ 28 08; GSM 0877767369.
- с. Въбел – „Св.пророк Илия“ – свещ. Георги Стефанов Мушаков – тел. 06542/ 21 72; GSM 0895681945.
- с. Гиген – „Св. Георги“ – свещ. Асен Йосифов Първанов – дом.тел. 06563/ 28 08; GSM 0877767369.
- гр. Гулянци – „Св. Георги“ – свещ. ик. Пламен Витков Линков – тел. 06561/20 47; GSM 0888378576.
- с. Дебово – „Св. Георги“ – свещ. Валентин Атанасов Илиев – GSM 0899319873.
- с. Долни вит – Църк. настоятелство – свещ. Валентин Цветанов Грауров – тел. 06567/ 474.
- с. Драгаш войвода – „Св. Параскева“ – свещ. Георги Стефанов Мушаков – дом. тел. 06542/ 21 72; GSM 0895681945.
- с. Дъбован – „Св. Димитър“ – свещ. Марин Станев Станков – дом.тел. 06568/ 201; GSM 0885383774.
- с. Загражден – „Св. Йоан Рилски“ – свещ. Марин Станев Станков – дом.тел. 06568/ 201; GSM 0885383774.
- с. Искър – „Св. Параскева“ – свещ. Асен Йосифов Първанов – дом.тел. 06563/ 28 08; GSM 0877767369.
- с. Коиловци – „Св. Димитър“ – свещ. Сава /Венцислав/ Петков Генов – GSM 0878489215; GSM 0893477132.
- с. Кулина вода „Св. Димитър“ – свещ. Валентин Атанасов Илиев – GSM 0899319873.
- с. Ленково – „Св. св. Константин и Елена“ – свещ. Сава /Венцислав/ Петков Генов – GSM 0878489215; GSM 0893477132.
- с. Лозица – „Св. Троица“ – свещ. Георги Стефанов Мушаков – тел. 06542/ 21 72; GSM 0895681945.
- с. Мечка – „Св. Параскева“ – свещ. Сава /Венцислав/ Петков Генов – GSM 0878489215; GSM 0893477132.
- с. Милковица – „Свети Архангел Михаил“ – свещ. ик. Пламен Витков Линков – тел. 06561/20 47; GSM 0888378576.
- с. Муселиево – „Св. Никола“ – свещ. Валентин Атанасов Илиев – GSM 0899319873.
- гр. Никопол – „Успение Богородично“ – свещ. Валентин Атанасов Илиев – GSM 0899319873.
- с. Новачене – „Св. Възнесение“ – свещ. Сава /Венцислав/ Петков Генов – GSM 0878489215; GSM 0893477132.
- с. Санадиново – „Св. Йоан Рилски“ – свещ. Сава /Венцислав/ Петков Генов – GSM 0878489215; GSM 0893477132.
- гр. Славяново – „Св. Николай“ – свещ. Сава /Венцислав/ Петков Генов – GSM 0878489215; GSM 0893477132.
- с. Сомовит – „Св. Николай“ – свещ. Валентин Цветанов Грауров – тел. 06567/ 474.
- с. Черквица – няма храм – свещ. Валентин Цветанов Грауров – тел. 06567/ 474.
- с. Шияково – няма храм – свещ. Сава /Венцислав/ Петков Генов – GSM 0878489215; GSM 0893477132.